# 威尔·贝利
威尔·贝利（英語：Will Bayley，1988年1月17日—），英国男子乒乓球运动员。他曾代表英国参加2008年、2012年、2016年和2020年夏季残疾人奥林匹克运动会乒乓球比赛，获得一枚金牌和三枚银牌。